# Buran (vento)

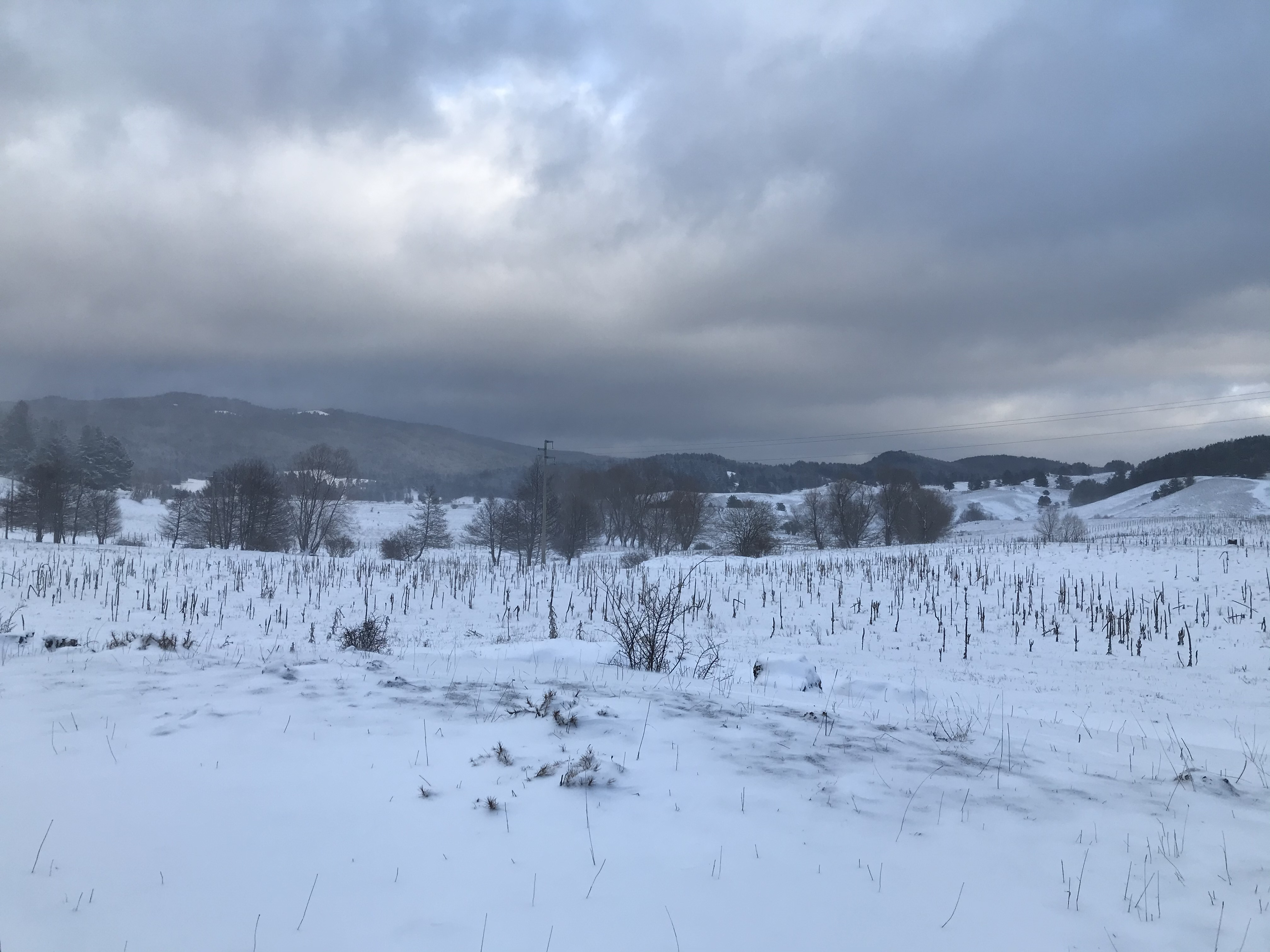
Effetti del buran in Sila

In meteorologia, il buran (in russo буран?, burán) è un vento di aria gelida, a volte molto forte, caratteristico delle steppe della pianura sarmatica, a ovest degli Urali. 
Ha le sue origini da nord o nord-est, ed è causato da una depressione che sconvolge le condizioni anticicloniche tipiche della zona. È spesso accompagnato da bufere di neve congelata durante la quale i fiocchi caduti a terra vengono sollevati di nuovo e, mescolandosi alla neve che cade, azzerano quasi la visibilità (blizzard); in questo caso assume il nome di пурга, purga. A volte per il forte freddo che gela l'umidità preesistente si ha la formazione della cosiddetta polvere di diamante associata a fenomeni di scaccianeve sulla neve presente al suolo.

## Etimologia
In italiano troviamo (pop.) la parola italiana buriana (ma potrebbe essere anche una semplice deformazione di borana, da bora); in ogni caso dal greco βορέας, come Borea, il dio del vento da nord, come del resto burrasca (e lo spagnolo borrasca), borea, boria. In ogni caso, è sempre evidente la radice indoeuropea. La parola russa буран sembra invece avere un'origine comune al turco burağan, "vento molto forte", con paralleli in altre lingue del gruppo turco (lingue altaiche, quindi non indoeuropee) da una radice comune bor- che significa "volgere, trascinare".

## Origine
Il buran si spinge frequentemente in Asia, di là dagli Urali, fino allo Xinjiang; più raramente giunge fino a latitudini più basse e arriva fino in Italia seguendo traiettorie orientali, aggirando la catena alpina e non trasformandosi quindi in favonio, che comunque sarebbe di tipo freddo, a causa di una configurazione isobarica piuttosto variegata; in ogni caso, il riscaldamento adiabatico del favonio non provoca grandi cali termici. In questi casi si verificano crolli termici consistenti e improvvisi.
Questo vento ha dato il nome alla navetta spaziale sovietica Buran.

## Effetti sul tempo atmosferico
È a causa di questa corrente gelida, che di solito si limita a spirare all'interno del territorio siberiano, che alcune ondate di freddo, dovute all'irruzione conseguente dell'anticiclone russo-siberiano in Europa, hanno colpito duramente, nella storia, molti paesi europei, Italia compresa: ciò è avvenuto diverse volte nel corso del Novecento e vanno ricordate quella del febbraio 1929, gennaio e febbraio 1947, febbraio 1956, gennaio 1963, gennaio 1979, marzo 1987 e dicembre 1996; il buran del XXI secolo nell'Europa occidentale è stata l'ondata di freddo del febbraio 2012 e del febbraio 2018.